# 阿茨托夫斯基峰
73°44′S 61°28′W / 73.733°S 61.467°W
阿茨托夫斯基峰（英語：Arctowski Peak），是南極洲的山峰，位於帕爾默地東岸，處於豪金斯灣西南面13公里，海拔高度1,410米，在1940年12月由美國研究隊發現和拍攝空中照片，現時由南極條約體系管理。